# Talaromyces islandicus
Talarómyces islándicus (лат.) — вид несовершенных грибов (телеоморфная стадия неизвестна), относящийся к роду Таларомицес (Talaromyces). Ранее включался в состав рода Пеницилл (Penicillium) как Penicillium islandicum (пеници́лл исла́ндский).

## Описание
Колонии на CYA на 7-е сутки 2—3 см в диаметре, с белым, жёлтым и оранжевым мицелием, бархатистые или неясно пучковатые, со скудным до обильного спороношением в серо-зелёных или тускло-зелёных тонах. Экссудат обычно присутствует у слабо спороносящих изолятов в виде крупных бесцветных капель. Растворимый пигмент не выделяется. Реверс колоний коричневый в центре до светло-жёлтого по краям, иногда неокрашенный.
На агаре с солодовым экстрактом (MEA) колонии с белым и оранжевым мицелием, в центре кратеровидные, обычно бархатистые. Спороношение скудное до обильного, серо-зелёное, тускло-зелёное, тёмно-зелёное. Реверс коричнево-оранжевый. Растворимый пигмент в среду не выделяется.
На агаре с дрожжевым экстрактом и сахарозой (YES) колонии в центре кратеровидные, с белым, красным и оранжевым мицелием, бархатистые, с обильным тускло-зелёным, тёмно-зелёным или серо-зелёным спороношением. Растворимый пигмент не выделяется, реверс колоний коричнево-оранжевый.
Конидиеносцы — двухъярусные кисточки, нередко с дополнительными метулами, с гладкостенной ножкой 20—200 мкм длиной и 2,5—3,5 мкм толщиной. Метулы в мутовке по 3—6, расходящиеся, 6—12 мкм длиной. Фиалиды игловидные, по 3—6 в пучке, 7—10 × 1,5—3 мкм. Конидии эллипсоидальные, гладкостенные, 2,5—6 × 2—4,5 мкм.

### Отличия от близких видов
Определяется по ярко-оранжевому мицелию и оранжевой окраске реверса на большинстве сред. От многих близких видов отличается довольно быстрым ростом. От Talaromyces loliensis отличается более быстрым ростом, более широкими ножками конидиеносцев и выделением кислот на креатиново-сахарозном агаре (CREA).

## Экология
Преимущественно почвенный гриб, изредка встречающийся в качестве загрязнителя на разных органических субстратах.

## Таксономия
Talaromyces islandicus (Sopp) Samson, Yilmaz, Frisvad & Seifert, Stud. Mycol. 70: 176 (2011). — Penicillium islandicum Sopp, Skr. Vidensk.-Selsk. Christiania, Math.-Naturvidensk. Kl. 11: 161 (1912).

### Синонимы
- Penicillium aurantioflammiferum C.Ramírez et al., 1980
- Penicillium islandicum Sopp, 1912